# Isabel Mergl
Isabel Mergl (* 4. Januar 1973 in Kösching) ist eine deutsche Schauspielerin.

## Leben
Isabel Mergl wuchs in Ingolstadt auf, machte dort ihr Abitur und studierte danach die Fächer Sozialwesen, Kunstgeschichte, Archäologie und Amerikanistik an der Münchner Ludwig-Maximilians-Universität. Sie hatte daneben Ballettunterricht und ließ sich in Jazz Dance, Modern Dance und Tango Argentino ausbilden. 1999 nahm Mergl ein Schauspielstudium an der Internationalen Michael-Tschechow-Schule für Schauspielkunst in München auf. Seit ihrem Abschluss 2002 arbeitet sie als freie Schauspielerin. Gastweise spielte Mergl unter anderem am Mainfranken Theater Würzburg, am Bregenzer Theater Kosmos und an der Komödie am Altstadtmarkt in Braunschweig. Auch in Stücken des Kindertheaters war sie wiederholt zu sehen, so in Der kleine Eisbär nach Hans de Beer, als Findus in Petterson und Findus bekommen Weihnachtsbesuch nach Motiven von Sven Nordqvist oder als Pippi Langstrumpf.
Gelegentlich steht Mergl auch vor der Kamera, vornehmlich als Gastdarstellerin verschiedener Serien. Nachdem sie bereits in zwei Episodenrollen bei den Rosenheim-Cops zu sehen gewesen war, verkörperte sie 2017 in einem 90-minütigen Special dieser Serie die Figur der Hilde Stadler, der Frau des Kriminalhauptkommissars Anton Stadler (gespielt von Dieter Fischer), die bis dahin lediglich in Telefonaten mit ihrem Mann erwähnt worden war.
Seit 2011 arbeitet Isabel Mergl darüber hinaus als Theaterpädagogin. Sie ist verheiratet, Mutter einer Tochter und lebt abwechselnd in München und auf einem mittelfränkischen Bauernhof.

## Filmografie
- 2004: Liebe auf den ersten Blitz (Kurzfilm)
- 2008: Lindenstraße (Fernsehserie, 3 Folgen)
- 2010: Die Bergretter (Fernsehserie, Folge: Spurlos verschwunden)
- 2010: Der Bergdoktor (Fernsehserie, Folge: Neue Energien)
- 2010–2014: SOKO München (Fernsehserie, 2 Folgen, verschiedene Rollen)
- seit 2011: Die Rosenheim-Cops (Fernsehserie, 29 Folgen)
- 2013: Frühling (Fernsehfilmreihe, Folge: Frühlingskinder)
- 2014: Die Garmisch-Cops (Fernsehserie, Folge: Misslungene Rückkehr)
- 2016: Der Untergang der Romanows (Doku)
- 2017: Die Rosenheim-Cops – Der Schein trügt (Fernsehfilm)
- 2018: Hubert und Staller (Fernsehserie, Folge: Tulpen aus Ammerland)
- 2019: Tonio & Julia (Fernsehserie, 1 Folge)
- 2019: Frühling – Weihnachtswunder (Fernsehfilm)
- 2019: Die Rosenheim-Cops – Schussfahrt in den Tod (Fernsehfilm)
- 2020–2021: Daheim in den Bergen (Fernsehserie, 2 Folgen)